# Avenida Rustaveli

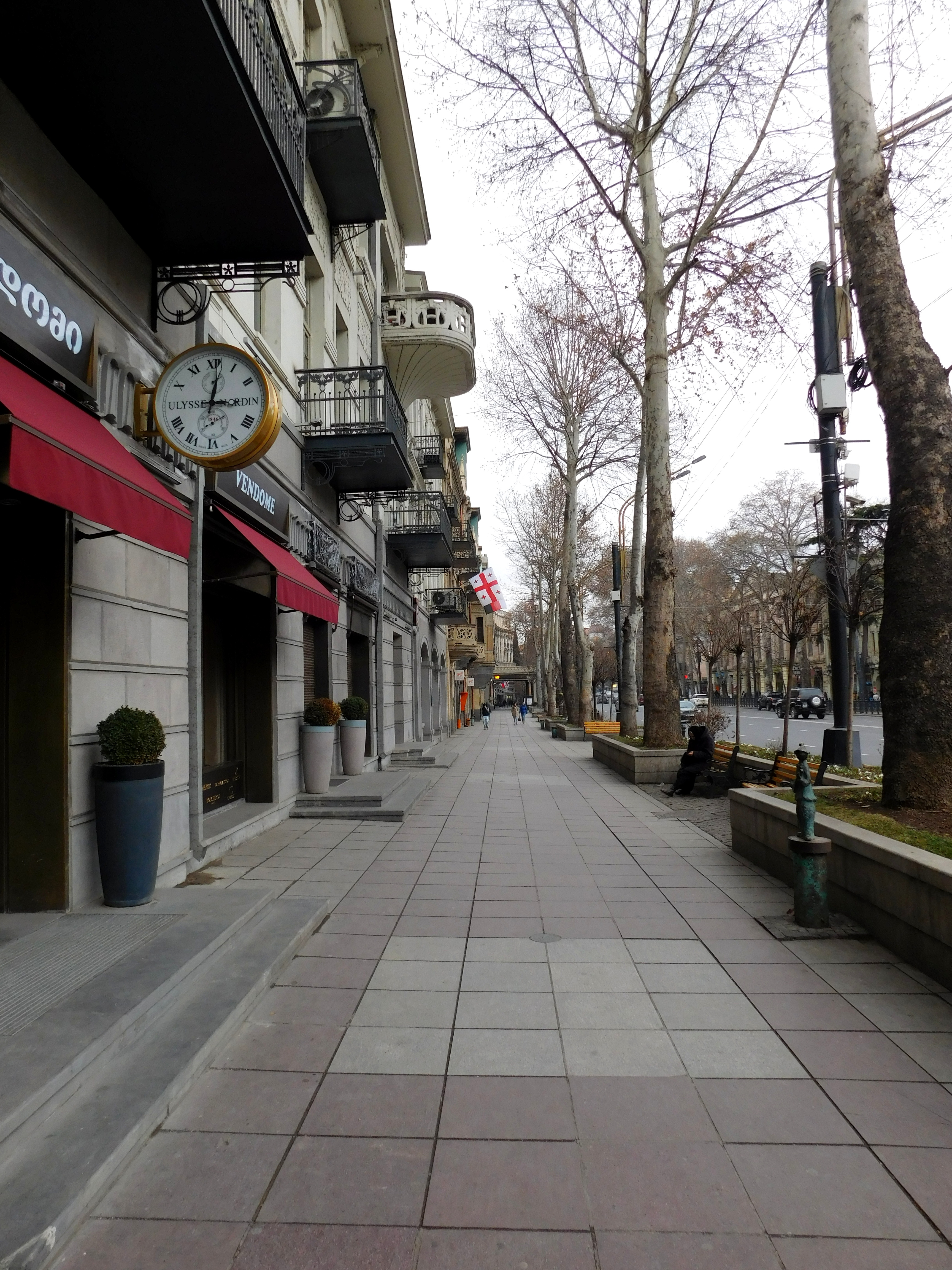
Vista de la avenida.

Avenida Rustaveli — en georgiano: რუსთაველის გამზირი, Rustavelis Gamziri - (en primera instancia llamada Calle Golovín) es una avenida ubicada en el centro de Tiflis (capital de Georgia) llamada así en honor al poeta medieval georgiano Shotá Rustaveli. La avenida comienza en la plaza de la Libertad y se extiende por cerca de 1,5 kilómetro antes de unirse a una extensión de la calle de Merab Kostava nombrada en honor de Merab Kostava. La Avenida Rustaveli es considerada la arteria vial más importante de Tiflis debido a su gran número de edificios gubernamentales, públicos, culturales y empresariales que se ubican a lo largo de la avenida. El Parlamento de Georgia, la Iglesia de Kashveti, el Museo Nacional de Georgia, el Teatro de ópera y ballet de Tiflis que lleva el nombre de Zakharia Paliashvili, la Academia estatal de teatro Rustaveli, la Academia de Ciencias de Georgia y la Galería de Arte de Tiflis, entre otros, están todos localizados en Rustavelis Gamziri. La avenida es surcada por varias líneas de autobuses y el metro de Tiflis.
En 1989, cientos de miles de georgianos se reunieron frente al Palacio de Gobierno en la Avenida Rustaveli. Una medida enérgica por parte de los militares soviéticos mató a muchos manifestantes en la Tragedia del 9 de abril.